# Municipio de Mazatán (Sonora)
El municipio de Mazatán es un municipio mexicano en el Estado de Sonora. Se localiza en el centro del Estado. Mazatán es la cabecera municipal del municipio homónimo. Cuenta con una población de 1,101 habitantes. Se ubica a 87 kilómetros de la capital del Estado, Hermosillo. Su nombre proviene de la lengua ópata y significa "lugar del venado".

## Historia
El pueblo de Mazatán fue fundado en 1764 por el jesuita Juan Nentuig, quien entonces lo describió como pueblo de españoles. El 2 de julio de 1812, el coronel Alejo García Conde obtuvo el título de merced para Mazatán con el gobierno de la intendencia de Sonora y Sinaloa.
En 1912 ocurrió un asalto realizado por rebeldes yaquis en la madrugada, donde falleció el alcalde José Mendoza y varios vecinos de otros municipios y en 1915 el General Francisco Villa ocupó la población por dos días, después de fracasar en su intento por tomar la ciudad de Hermosillo, en el marco de la Revolución mexicana.
Durante el siglo XIX estuvo adscrito al distrito de Ures. Fue erigido como municipio por decreto del 10 de diciembre de 1907. Fue incorporado al de Ures por la Ley Núm. 68 del 26 de diciembre de 1930 y rehabilitado el 11 de octubre de 1934, según Ley Núm. 89. 
Todos los años cada primer fin de semana de agosto se celebra el tradicional baile de abanicos en el casino del pueblo.

## Geografía
El municipio de Mazatán se encuentra en el centro del Estado y cuenta con una extensión territorial de 649.27 km², se encuentra ubicado en las coordenadas 29°0′20.3″N 110°8′19.5″O / 29.005639, -110.138750, colinda al norte con Ures, al sur con La Colorada, al este con Villa Pesqueira y al oeste con Hermosillo. Se encuentra a 87 kilómetros de Hermosillo. 
Las principales corrientes  hidrológicas en el municipio, es el río Mazatán o río Mátape, que tiene una longitud de 160 kilómetros y desemboca en la presa Punta de Agua en el municipio de Guaymas; también existen arroyos de caudal solamente en épocas de lluvias, tales como El Coyote, el Sahuaral, Los Cuates, El Quizuani, La Cercada, San Fermín y los Horconcitos.

## Clima
Mazatán cuenta con clima semiseco, semicaálido, BS hw(x)(e) con una temperatura media  máxima anual de 29.8 °C y una temperatura media mínima anual de 11.8 °C. La temperatura media anual es de 20.8 °C. La época de lluvias se presenta en verano en los meses de julio y agosto, con una precipitación media anual de 520.9 milímetros. Ocasionalmente se tienen heladas y granizadas en el invierno. 
| Parámetros climáticos promedio de Mazatán, Sonora (1951-2010)                   | Parámetros climáticos promedio de Mazatán, Sonora (1951-2010) | Parámetros climáticos promedio de Mazatán, Sonora (1951-2010) | Parámetros climáticos promedio de Mazatán, Sonora (1951-2010) | Parámetros climáticos promedio de Mazatán, Sonora (1951-2010) | Parámetros climáticos promedio de Mazatán, Sonora (1951-2010) | Parámetros climáticos promedio de Mazatán, Sonora (1951-2010) | Parámetros climáticos promedio de Mazatán, Sonora (1951-2010) | Parámetros climáticos promedio de Mazatán, Sonora (1951-2010) | Parámetros climáticos promedio de Mazatán, Sonora (1951-2010) | Parámetros climáticos promedio de Mazatán, Sonora (1951-2010) | Parámetros climáticos promedio de Mazatán, Sonora (1951-2010) | Parámetros climáticos promedio de Mazatán, Sonora (1951-2010) | Parámetros climáticos promedio de Mazatán, Sonora (1951-2010) |
| Mes                                                                             | Ene.                                                          | Feb.                                                          | Mar.                                                          | Abr.                                                          | May.                                                          | Jun.                                                          | Jul.                                                          | Ago.                                                          | Sep.                                                          | Oct.                                                          | Nov.                                                          | Dic.                                                          | Anual                                                         |
| ------------------------------------------------------------------------------- | ------------------------------------------------------------- | ------------------------------------------------------------- | ------------------------------------------------------------- | ------------------------------------------------------------- | ------------------------------------------------------------- | ------------------------------------------------------------- | ------------------------------------------------------------- | ------------------------------------------------------------- | ------------------------------------------------------------- | ------------------------------------------------------------- | ------------------------------------------------------------- | ------------------------------------------------------------- | ------------------------------------------------------------- |
| Temp. máx. abs. (°C)                                                            | 36.0                                                          | 39.0                                                          | 38.0                                                          | 41.0                                                          | 45.0                                                          | 47.0                                                          | 46.0                                                          | 45.0                                                          | 45.0                                                          | 43.5                                                          | 39.0                                                          | 35.0                                                          | 47.0                                                          |
| Temp. máx. media (°C)                                                           | 22.6                                                          | 24.0                                                          | 26.3                                                          | 29.5                                                          | 34.0                                                          | 37.4                                                          | 35.4                                                          | 33.9                                                          | 34.0                                                          | 31.7                                                          | 26.9                                                          | 22.3                                                          | 29.8                                                          |
| Temp. media (°C)                                                                | 13.7                                                          | 14.8                                                          | 16.3                                                          | 18.9                                                          | 23.1                                                          | 27.7                                                          | 28.2                                                          | 27.2                                                          | 26.3                                                          | 22.4                                                          | 17.3                                                          | 13.7                                                          | 20.8                                                          |
| Temp. mín. media (°C)                                                           | 4.7                                                           | 5.5                                                           | 6.4                                                           | 8.4                                                           | 12.2                                                          | 18.0                                                          | 21.0                                                          | 20.4                                                          | 18.7                                                          | 13.2                                                          | 7.7                                                           | 5.1                                                           | 11.8                                                          |
| Temp. mín. abs. (°C)                                                            | -11.0                                                         | -8.0                                                          | -6.6                                                          | -4.0                                                          | 0.0                                                           | 6.5                                                           | 10.0                                                          | 11.4                                                          | 8.1                                                           | 0.0                                                           | -7.2                                                          | -8.2                                                          | -11.0                                                         |
| Precipitación total (mm)                                                        | 27.5                                                          | 20.4                                                          | 11.3                                                          | 2.2                                                           | 4.1                                                           | 19.8                                                          | 158.6                                                         | 133.6                                                         | 77.9                                                          | 19.0                                                          | 16.2                                                          | 30.3                                                          | 520.9                                                         |
| Días de precipitaciones (≥ 0.1 mm)                                              | 2.3                                                           | 2.3                                                           | 1.3                                                           | 0.4                                                           | 0.5                                                           | 1.9                                                           | 11.7                                                          | 9.3                                                           | 4.8                                                           | 2.1                                                           | 1.7                                                           | 2.5                                                           | 40.8                                                          |
| Fuente: Servicio Meteorológico Nacional. Actualizado el 6 de diciembre de 2016. |                                                               |                                                               |                                                               |                                                               |                                                               |                                                               |                                                               |                                                               |                                                               |                                                               |                                                               |                                                               |                                                               |

## Demografía
El municipio tiene una población total de 1,350 personas según el censo del INEGI de 2010. 1,285 personas viven en la cabecera municipal. Las localidades más importantes, además de la cabecera son: Las Calaveras y Adivino.

## Gobierno
El ayuntamiento junto con el presidente municipal se renueva cada 3 años por voto de elección popular. El municipio forma parte del IV Distrito Electoral Federal de Sonora con sede en Guaymas , y del XVIII Distrito Electoral de Sonora, con sede en Cananea. Actualmente su presidente municipal es el Lic. Ramón Rogelio Esquer Gálvez. Su período comprende del año 2021 al 2024.

## Economía
Las principales actividades económicas son la agricultura y la ganadería.

## Educación
| Distribución de la población de 15 años y más según nivel de escolaridad | Distribución de la población de 15 años y más según nivel de escolaridad | Distribución de la población de 15 años y más según nivel de escolaridad | Distribución de la población de 15 años y más según nivel de escolaridad | Distribución de la población de 15 años y más según nivel de escolaridad |
| ------------------------------------------------------------------------ | ------------------------------------------------------------------------ | ------------------------------------------------------------------------ | ------------------------------------------------------------------------ | ------------------------------------------------------------------------ |
| Nivel de escolaridad                                                     | Nivel de escolaridad                                                     |                                                                          | Porcentaje                                                               | Porcentaje                                                               |
|                                                                          |                                                                          |                                                                          |                                                                          |                                                                          |
| Sin instrucción                                                          | Sin instrucción                                                          |                                                                          | 3.9%                                                                     | 3.9%                                                                     |
| Básica                                                                   | Básica                                                                   |                                                                          | 67.1%                                                                    | 67.1%                                                                    |
| Técnica con primaria                                                     | Técnica con primaria                                                     |                                                                          | 0.3%                                                                     | 0.3%                                                                     |
| Media superior                                                           | Media superior                                                           |                                                                          | 19.9%                                                                    | 19.9%                                                                    |
| Superior                                                                 | Superior                                                                 |                                                                          | 8.3%                                                                     | 8.3%                                                                     |
| No especificado                                                          | No especificado                                                          |                                                                          | 0.5%                                                                     | 0.5%                                                                     |

Según el censo de población y vivienda 2010, en Mazatán la tasa de alfabetización de las personas de entre 15 y 24 años es de 97.9% y la de las personas de 25 años o más es de 94.7%.
La asistencia escolar para las personas de 3 a 5 años es del 51%; de 6 a 11 años es del 95.4%; de 12 a 14 años es del 100% y de 15 a 24 años es del 59%.